# Lijst van personen overleden in oktober 2017
Dit is een lijst van bekende personen die zijn overleden in oktober 2017.

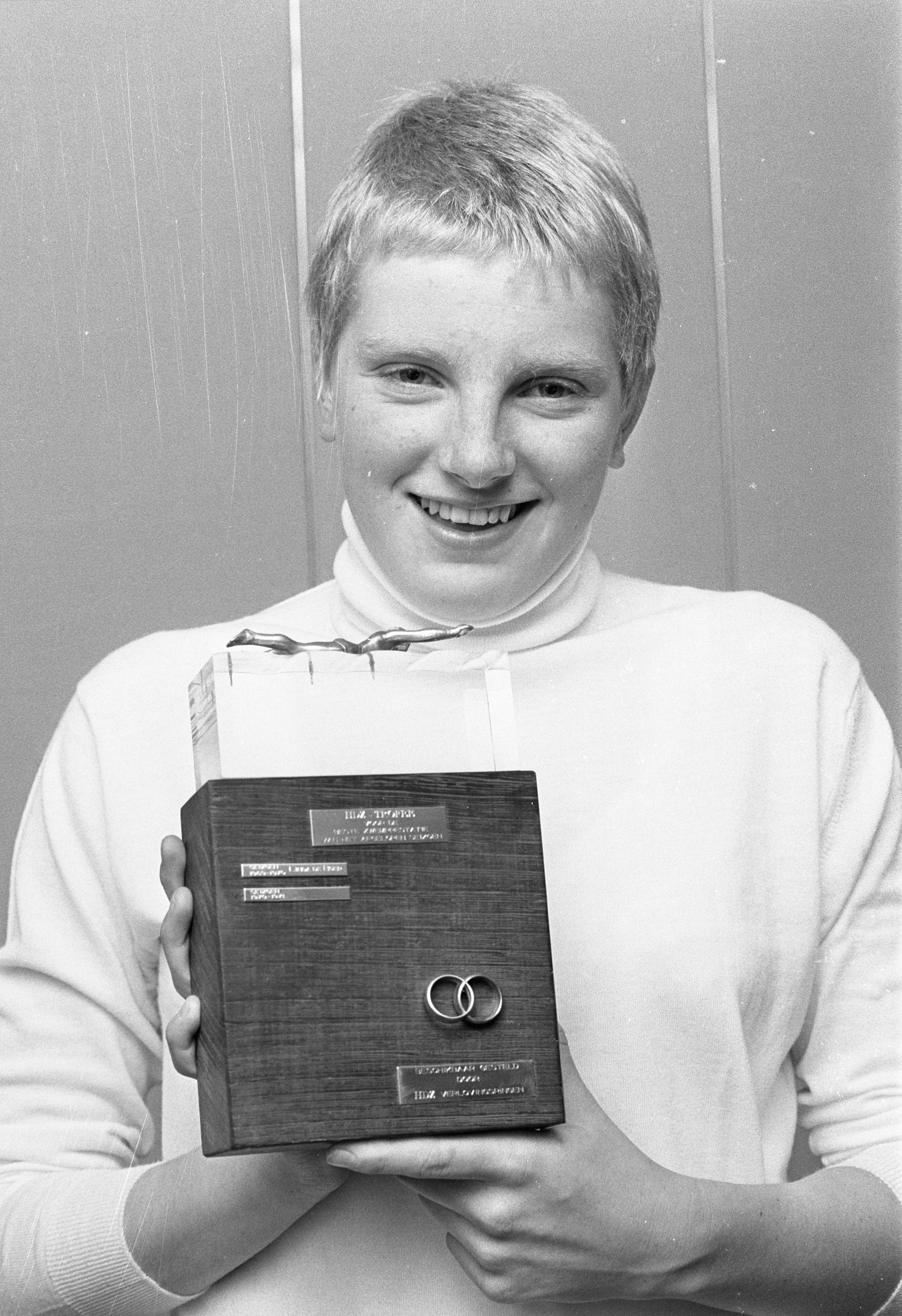
Hansje Bunschoten
1 oktober

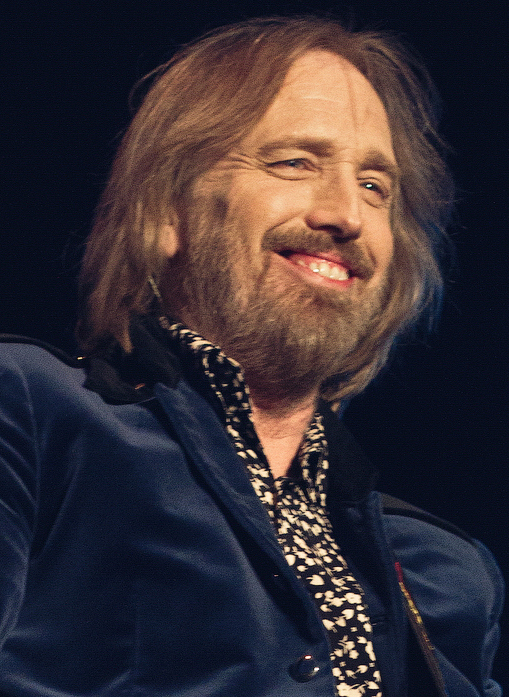
Tom Petty
2 oktober

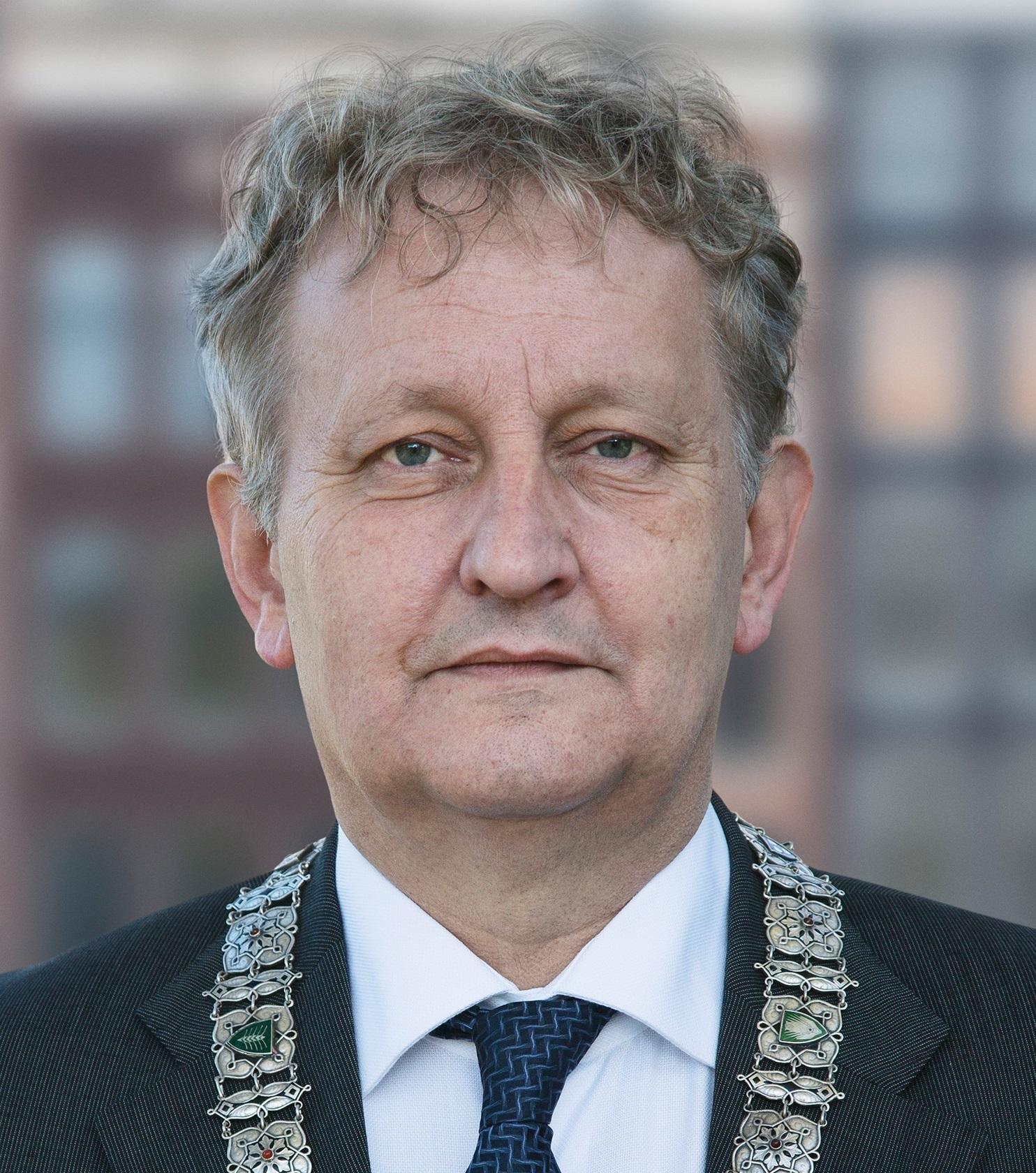
Eberhard van der Laan
5 oktober

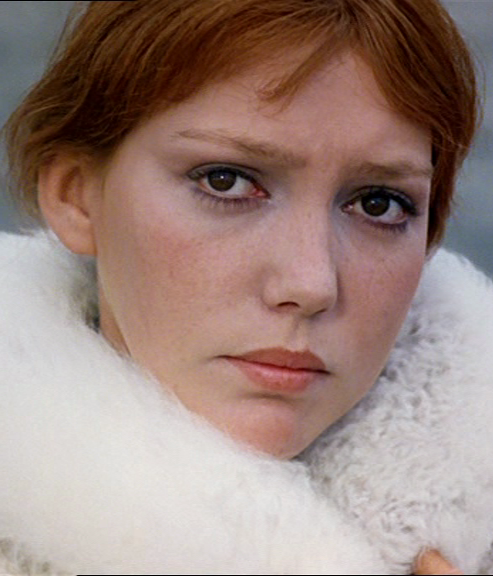
Anne Wiazemsky
5 oktober

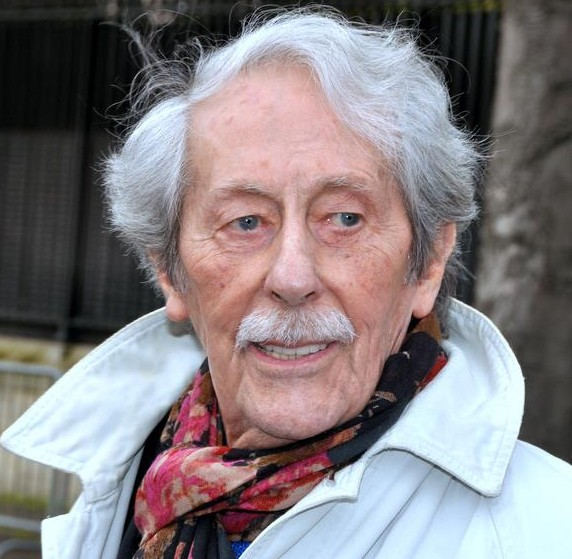
Jean Rochefort
9 oktober

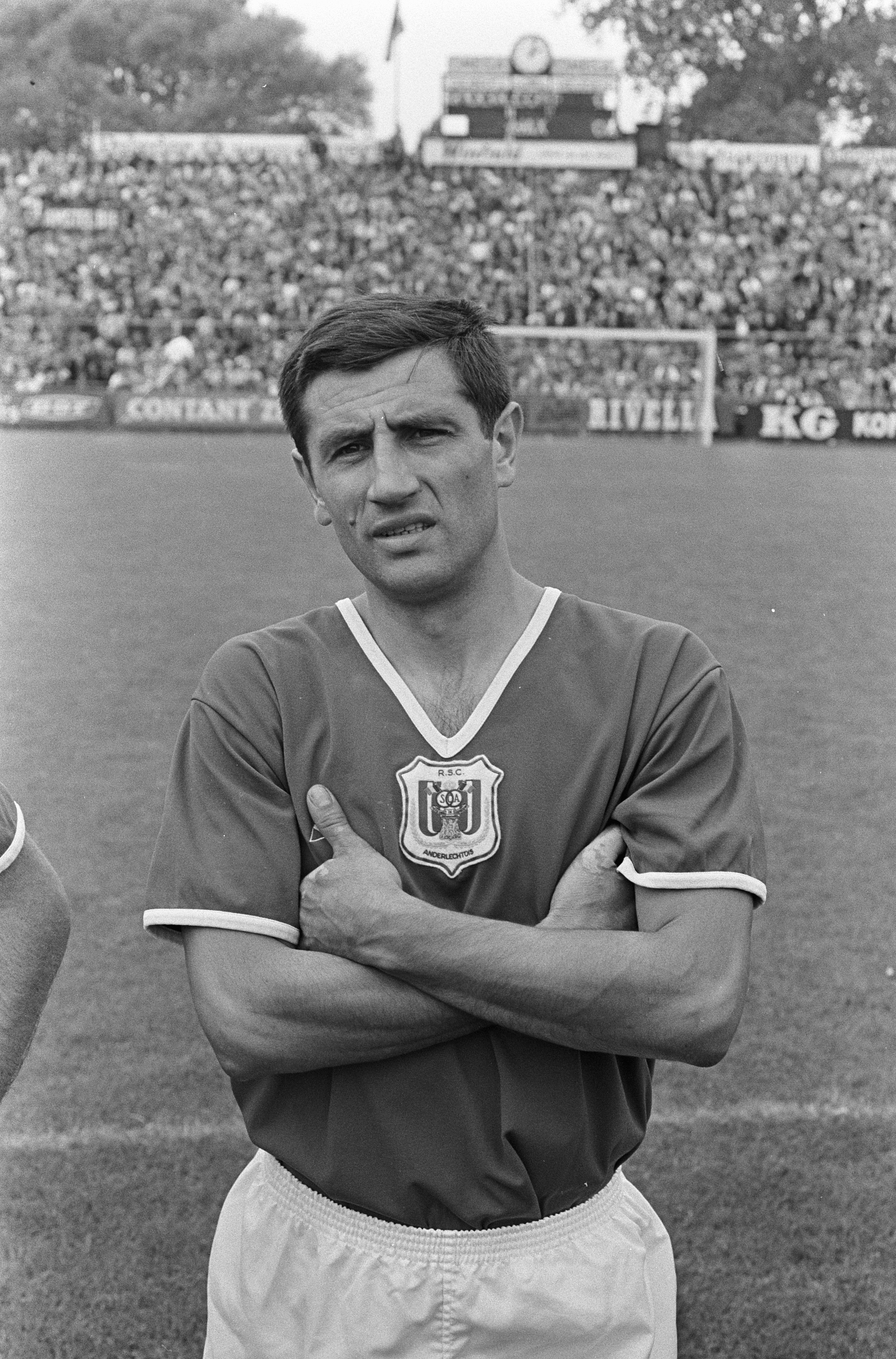
Pierre Hanon
13 oktober

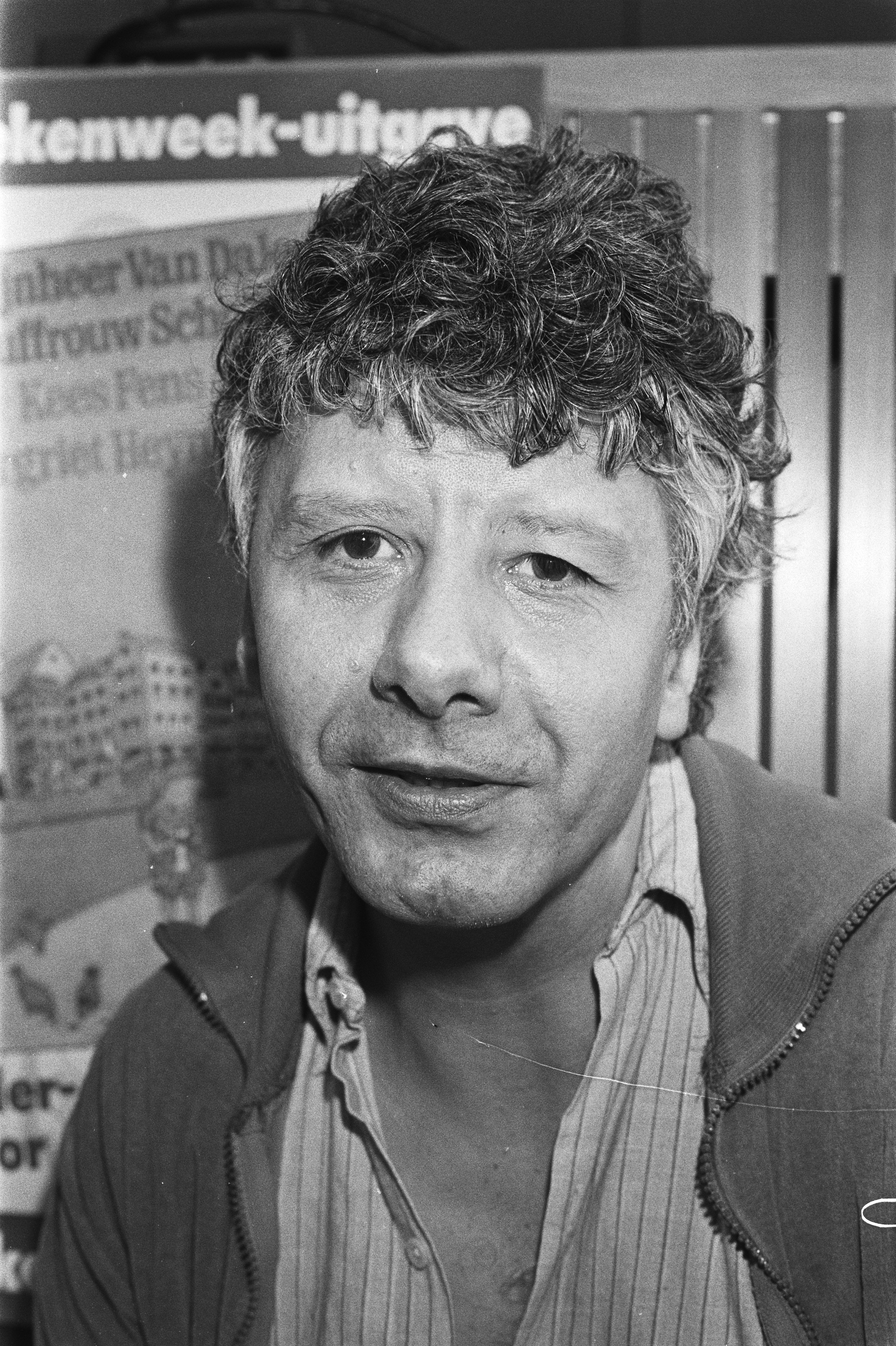
Anton Quintana
15 oktober

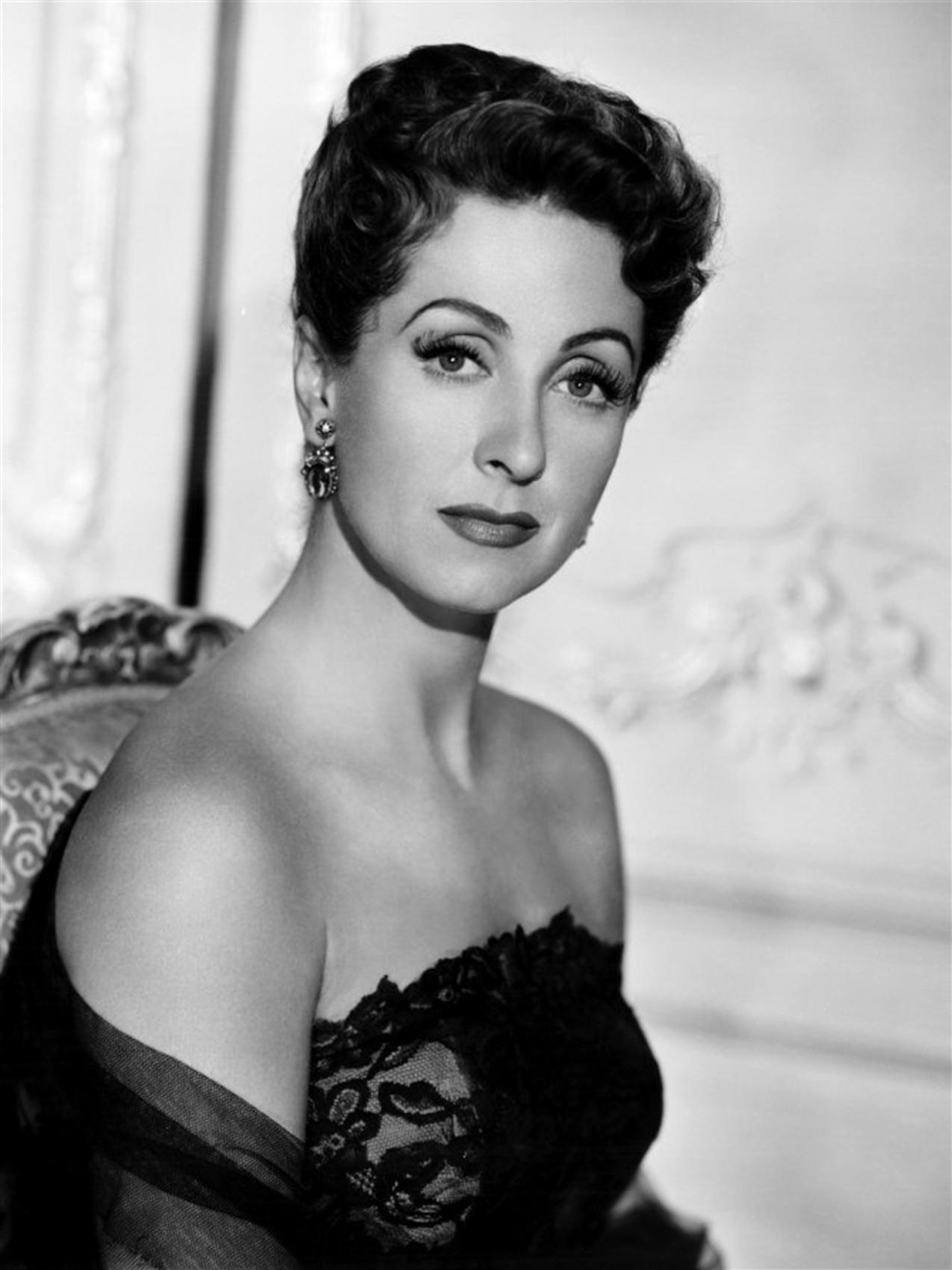
Danielle Darrieux
17 oktober

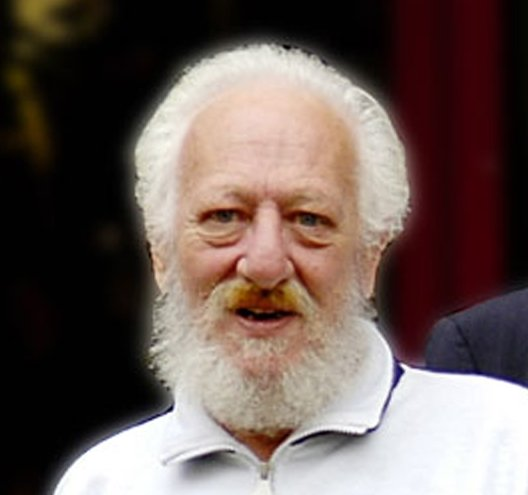
Eamonn Campbell
18 oktober

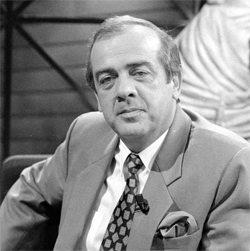
Frits Bom
19 oktober

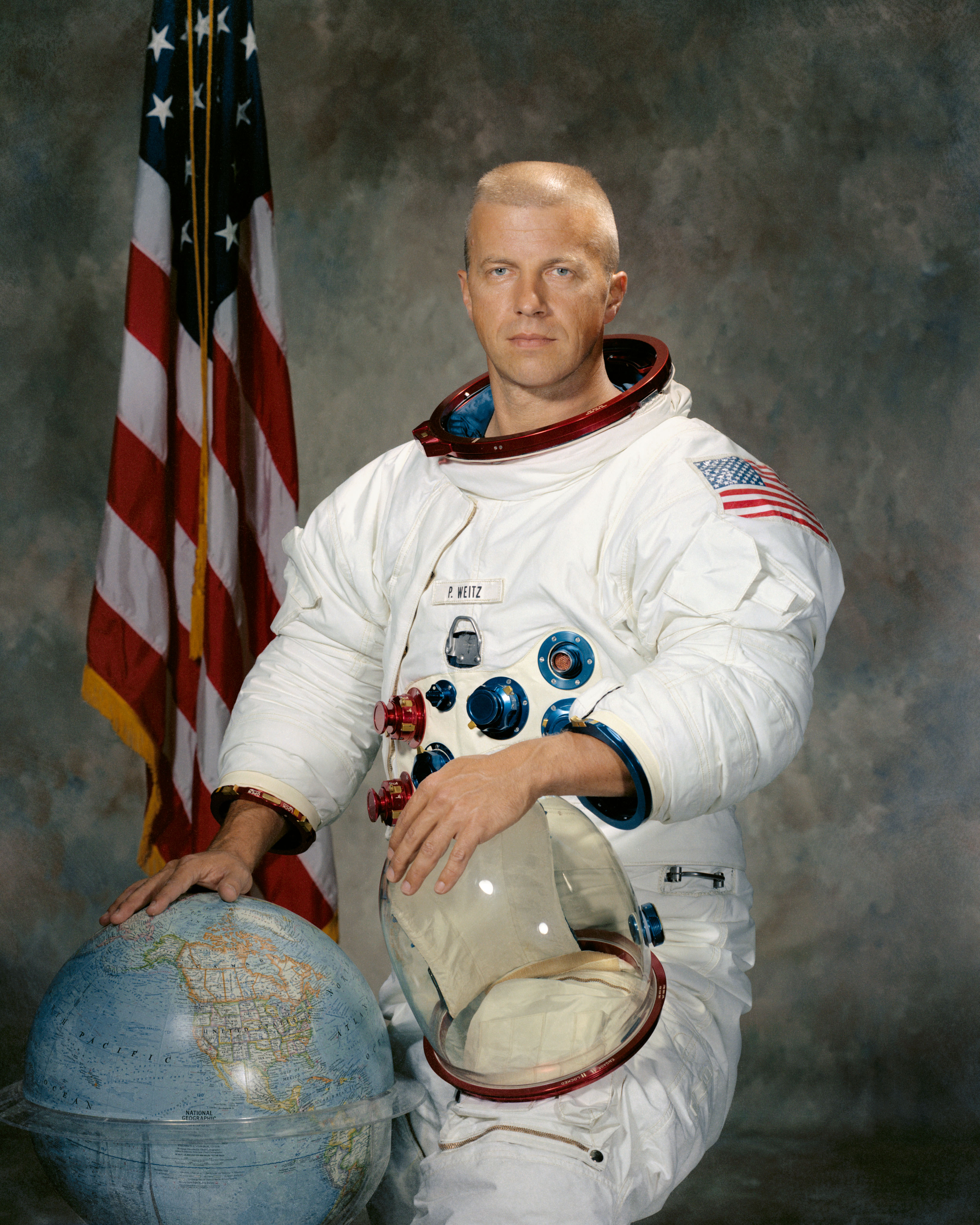
Paul Weitz
23 oktober

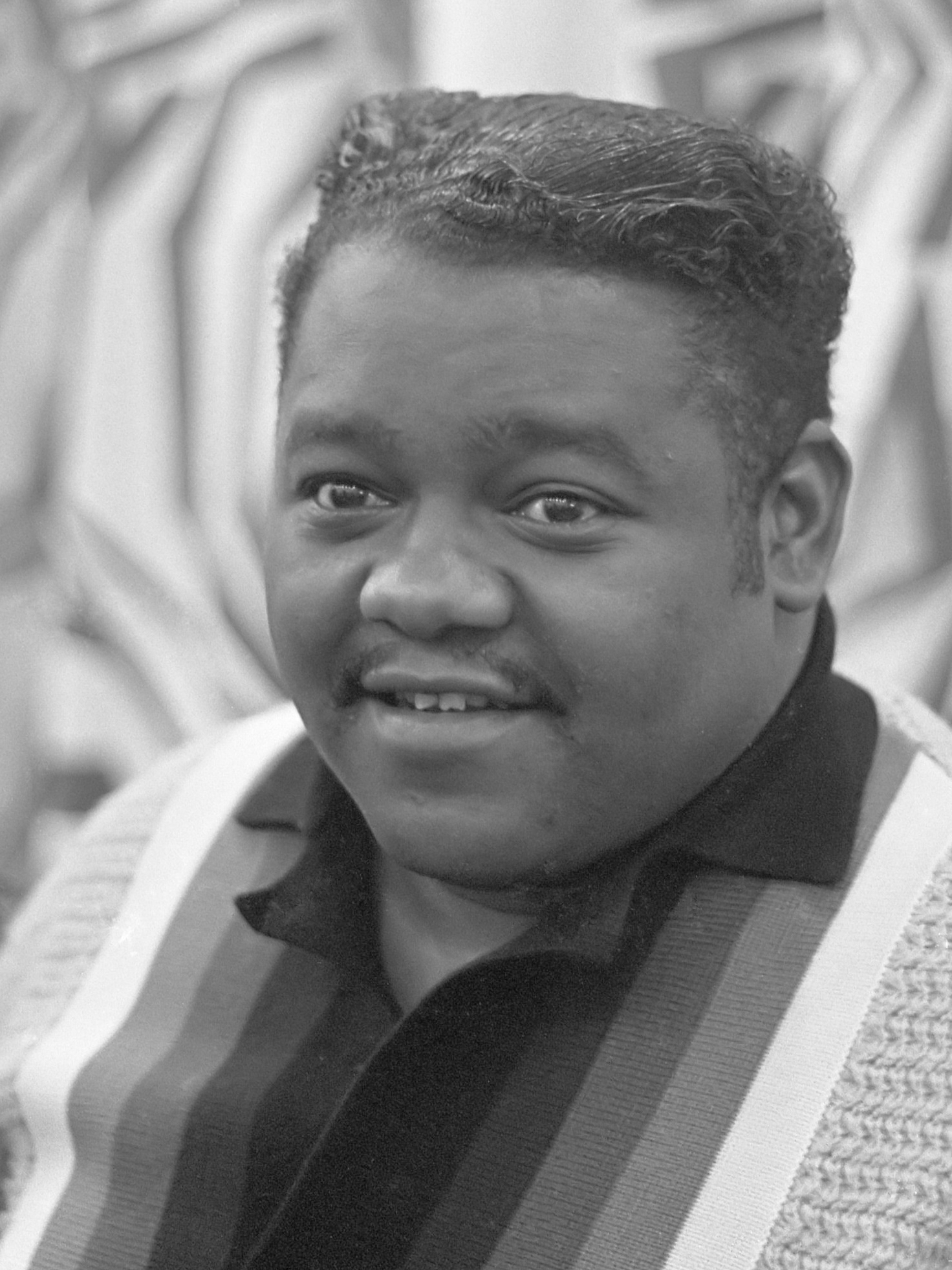
Fats Domino
24 oktober

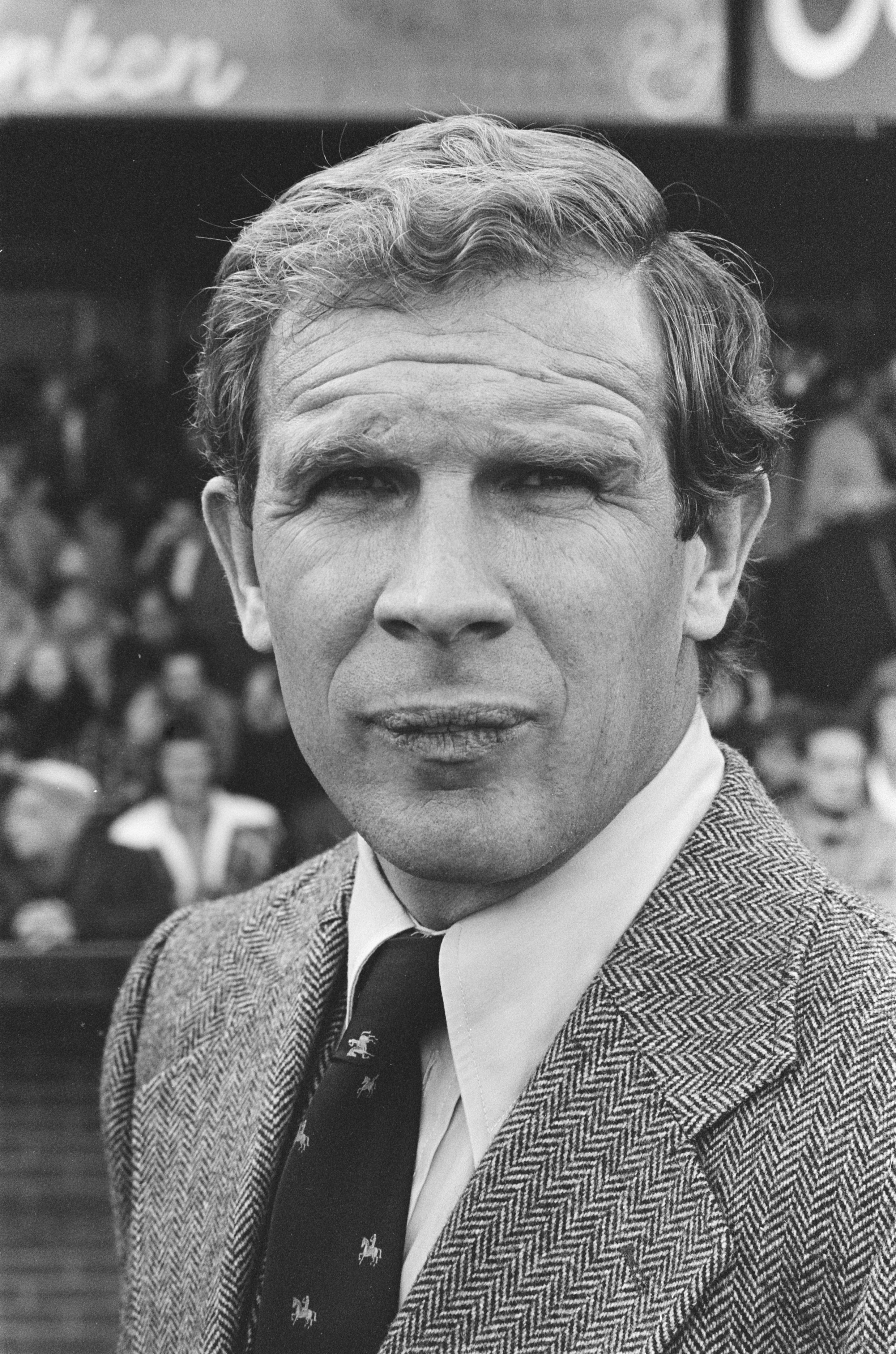
Hans Kraay sr.
27 oktober

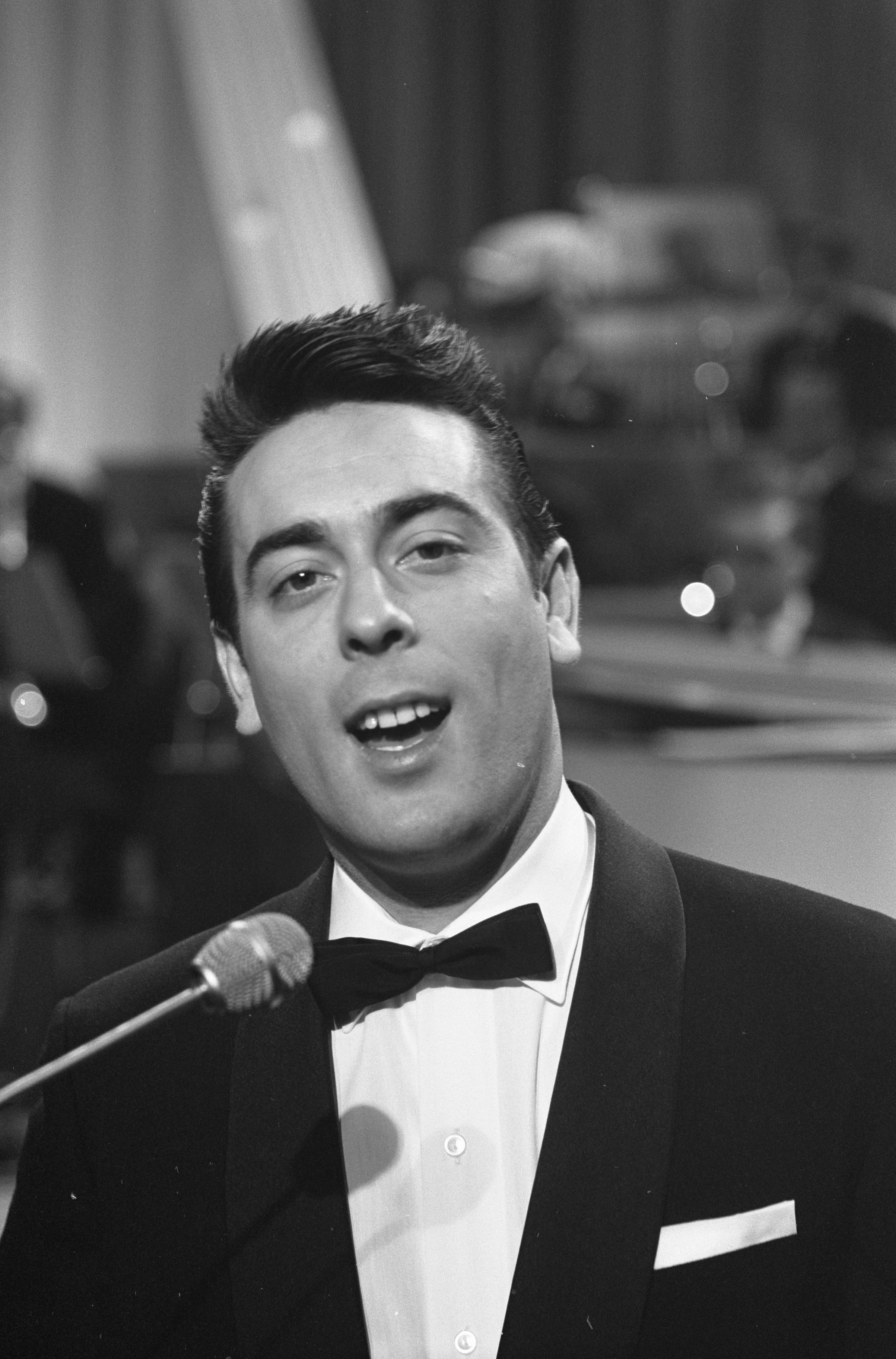
Gert Timmerman
28 oktober

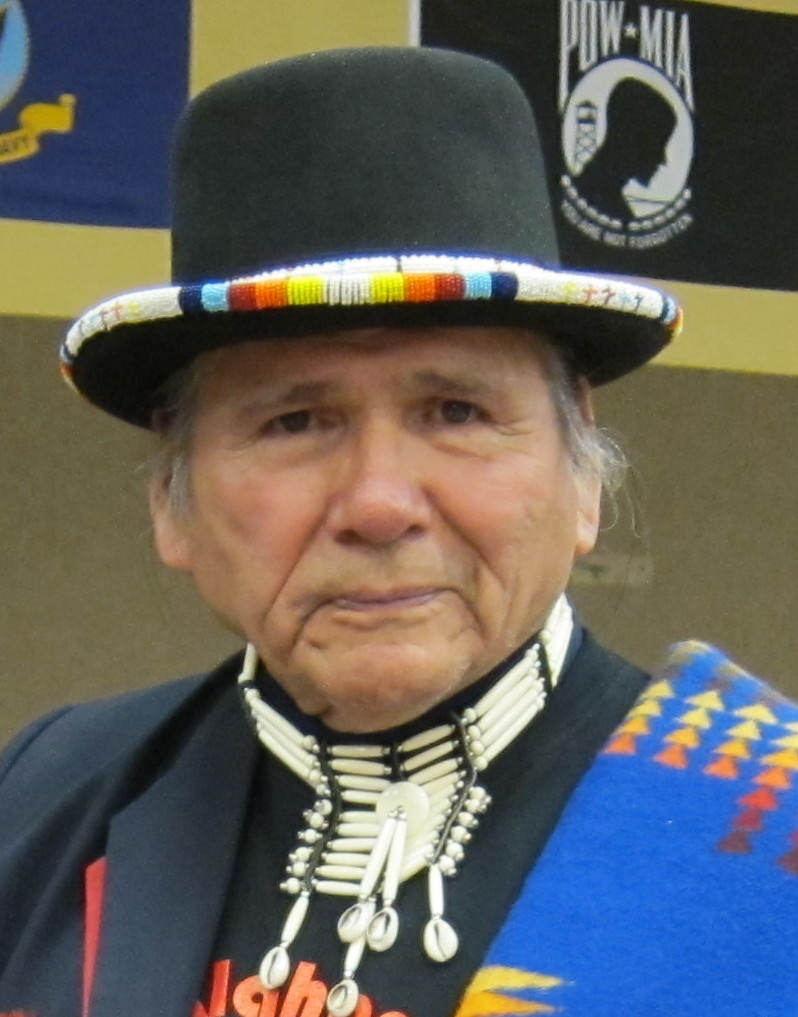
Dennis Banks
29 oktober

| 1 | 2 | 3 | 4 | 5 | 6 | 7 | 8 | 9 | 10 | 11 | 12 | 13 | 14 | 15 | 16 | 17 | 18 | 19 | 20 | 21 | 22 | 23 | 24 | 25 | 26 | 27 | 28 | 29 | 30 | 31 |
| - | - | - | - | - | - | - | - | - | -- | -- | -- | -- | -- | -- | -- | -- | -- | -- | -- | -- | -- | -- | -- | -- | -- | -- | -- | -- | -- | -- |

### 1 oktober
- Hansje Bunschoten (59), Nederlands zwemster en tv-presentatrice[1]
- Arthur Janov (93), Amerikaans psycholoog[2]
- František Listopad (95), Tsjechisch dichter[3]
- Edmond Maire (86), Frans vakbondsleider[4]
- István Mészáros (86), Hongaars filosoof[5]
- Samuel Irving Newhouse (89), Amerikaans uitgever[6]
- Philippe Rahmy (52), Zwitsers schrijver[7]
- Larissa Volpert (91), Sovjet-Russisch schaakster en letterkundige[8]

### 2 oktober
- Evangelina Elizondo (88), Mexicaans actrice[9]
- Klaus Huber (92), Zwitsers componist[10]
- Paul Otellini (66), Amerikaans ondernemer[11]
- Tom Petty (66), Amerikaans muzikant en rockzanger[12]

### 3 oktober
- Rodney Bickerstaffe (72), Brits vakbondsbestuurder[13]
- Gerry Burkhardt (71), Amerikaans toneelacteur[14]
- Michel Jouvet (91), Frans neurobioloog[15]
- Jan Koblasa (84), Tsjechisch beeldhouwer[16]
- André Lévy (91), Frans sinoloog en vertaler[17]
- Jalal Talabani (83), Iraaks-Koerdisch politicus[18]

### 4 oktober
- Liam Cosgrave (97), Iers politicus[19]
- Karel Kolář (61), Tsjecho-Slowaaks atleet[20]
- Dick Schallies (89), Nederlands componist[21]

### 5 oktober
- Toon Geurts (85), Nederlands kanovaarder[22]
- Nora Johnson (84), Amerikaans schrijfster[23]
- Eberhard van der Laan (62), Nederlands politicus[24]
- Giorgio Pressburger (80), Italiaans schrijver[25]
- Anne Wiazemsky (70), Frans actrice en schrijfster[26]

### 6 oktober
- Roberto Anzolin (79), Italiaans voetballer[27]
- Terry Downes (81), Brits bokser[28]
- Connie Hawkins (75), Amerikaans basketbalspeler[29]
- Hervé Léger Leroux (60), Frans modeontwerper[30]
- Ralphie May (45), Amerikaans stand-upcomedian[31]

### 7 oktober
- Vjatsjeslav Ivanov (88), Russisch letterkundige[32]
- Konstantin Sarsania (49), Russisch voetballer en voetbaltrainer[33]

### 8 oktober
- Gianni Bonagura (91), Italiaans acteur[34]
- Grady Tate (85), Amerikaans jazzzanger en -drummer[35]
- Birgitta Ulfsson (89), Fins-Zweeds actrice[36]

### 9 oktober
- Manuel Busto (85), Frans wielrenner[37]
- Armando Calderón Sol (69), president van El Salvador[38]
- Jean Rochefort (87), Frans acteur[39]
- József Tóth (88), Hongaars voetballer[40]

### 10 oktober
- Pentti Holappa (90), Fins schrijver en dichter[41]
- Bob Schiller (98), Amerikaans scenarioschrijver[42]
- Lissy Tempelhof (88), Duits actrice[43]

### 11 oktober
- Don Pedro Colley (79), Amerikaans acteur[44]
- Milan Otáhal (89), Tsjechisch dissident[45]

### 12 oktober
- Erwin Moser (63), Oostenrijks kinderboekenschrijver en -illustrator[46]

### 13 oktober
- Pierre Hanon (80), Belgisch voetballer[47]
- William Lombardy (79), Amerikaans schaker[48]
- Albert Zafy (90), president van Madagaskar[49]

### 14 oktober
- Rachel Hanssens (88), Belgisch atlete[50]
- Gerard Haverkort (75), Nederlands dichter[51]
- Cosmic Hoffmann (66), Duits toetsenist en bespeler van elektronische muziekinstrumenten[52]
- Ton Lebbink (74), Nederlands dichter en drummer[53][54]
- Albert Sansen (101), Belgisch politicus[55]
- Richard Wilbur (96), Amerikaans dichter[56]

### 15 oktober
- Choirul Huda (38), Indonesisch voetballer[57]
- Anton Quintana (80), Nederlands schrijver[58]

### 16 oktober
- Enno Brommet (71), Nederlands burgemeester[59]
- Daphne Caruana Galizia (53), Maltees journaliste[60]
- Roy Dotrice (94), Brits acteur[61]
- John Dunsworth (71), Canadees acteur[62]
- Sean Hughes (51), Iers komiek[63]
- Luzia Mohrs (113), Braziliaans supereeuwelinge en landsoudste[64]
- Conrad van de Weetering (88), Nederlands balletdanser en auteur[65]

### 17 oktober
- Sylviane Carpentier (83), Frans model[66]
- Danielle Darrieux (100), Frans actrice[67]
- Isabella Diederiks-Verschoor (102), Nederlandse rechtsgeleerde[68]
- Mychael Knight (37), Amerikaans modeontwerper[69]
- Julian May (86), Amerikaans sciencefiction- en fantasy-schrijfster[70]

### 18 oktober
- Brent Briscoe (56), Amerikaans acteur[71]
- Eamonn Campbell (70), Iers muzikant[72]
- Gordon Downie (53), Canadees zanger[73]
- Phil Miller (68), Brits musicus[74]
- Marino Perani (77), Italiaans voetballer[75]
- George Schweigmann (92), Nederlands schaatser[76]
- Ricardo Vidal (86), Filipijns kardinaal[77]

### 19 oktober
- Frits Bom (73), Nederlands presentator[78]
- Brice De Ruyver (62), Belgisch criminoloog[79]
- Ghislain Hiance (83), Belgisch burgemeester en volksvertegenwoordiger[80]
- Umberto Lenzi (86), Italiaans filmregisseur[81]
- Honorine Rondello (114), Frans supereeuwelinge en landsoudste[82]

### 20 oktober
- Johnny Geraeds (79), Nederlands voetballer[83]
- Federico Luppi (81), Argentijns-Spaans acteur[84]
- Dick Noel (90), Amerikaans zanger[85]
- Mathieu Riebel (20), Frans baanwielrenner[86]

### 21 oktober
- Nol Hendriks (80), Nederlands ondernemer en sportbestuurder[87]
- Rosemary Leach (81), Brits actrice[88]
- Judith McGrath (70), Australisch actrice[89]
- Gilbert Stork (95), Belgisch-Amerikaans scheikundige[90]
- Tom van Vollenhoven (82), Zuid-Afrikaans rugbyspeler[91]

### 22 oktober
- August Biswamitre (91), Surinaams politicus en vakbondsbestuurder[92]
- Atle Hammer (85), Noors jazztrompettist en bugelist[93]
- Scott Putesky (49), Amerikaans gitarist[94]
- Louis Viannet (84), Frans vakbondsleider[95]
- George Young (70), Australisch popmuzikant en producer[96]

### 23 oktober
- Walter Lassally (90), Brits-Grieks cameraregisseur[97]
- Bert Migchels (75), Nederlands burgemeester[98]
- Jochem Niks (101), Nederlands kunstenaar en verzetsman[99]
- Coen Stork (89), Nederlands diplomaat[100]
- Paul Weitz (85), Amerikaans astronaut[101]

### 24 oktober
- Inga Borg (92), Zweeds schrijfster[102]
- Willie Chan (76), Hongkongs filmproducent[103]
- Fats Domino (89), Amerikaans zanger en pianist[104]
- Robert Guillaume (89), Amerikaans acteur[105]
- Kees Klinkhamer (83), Nederlands hoogleraar[106]
- Hans Versnel, (70) Nederlands zanger, entertainer en presentator[107]

### 25 oktober
- Jack Bannon (77), Amerikaans acteur[108]
- Jan Brandwijk (87), Nederlands organist[109]
- John Mollo (86), Brits komstuumontwerper[110]
- Pinito del Oro (86), Spaans trapezeartieste[111]
- Patrick Jusseaume (65), Frans stripauteur[112]

### 26 oktober
- Werner Berges (75), Duits popart-graficus en kunstschilder[113]

### 27 oktober
- Brian Galliford (53), Brits tenor[114]
- Hans Kraay sr. (81), Nederlands voetballer en voetbaltrainer[115]
- Dieter Kurrat (75), Duits voetballer[116]
- Jan Schoenaker (94), Nederlands glazenier en kunstschilder[117]
- Katalin Szőke (82), Hongaars zwemster[118]

### 28 oktober
- Vic Everaet (83), Belgisch politicus[119]
- Edgar Gutbub (77), Duits beeldhouwer, installatiekunstenaar en graficus[120]
- Willem Pluygers (103), Nederlands krantenuitgever[121]
- Manuel Sanchís Martínez (79), Spaans voetballer[122]
- Jacques Sauvageot (74), Frans politicus en kunsthistoricus[123]
- Willy Schroeders (84), Belgisch wielrenner[124]
- Gert Timmerman (82), Nederlands zanger[125]
- Gerard van de Ven (76), Nederlands hoogleraar[126]

### 29 oktober
- Muhal Richard Abrams (87), Amerikaans jazzmusicus[127]
- Salvador Bloemgarten (93), Nederlands historicus[128]
- Dennis Banks (80), Amerikaans activist[129]
- Emeri van Donzel (92), Nederlands wetenschapper[130]
- Didier Motchane (86), Frans politicus[131]
- Manfredi Nicoletti (87), Italiaans architect[132]
- Linda Nochlin (86), Amerikaans kunsthistorica[133]
- Rien Damen (74), Nederlands politicus[134]
- Ninian Stephen (94), Australisch jurist en politicus[135]
- Keith Wilder (65), Amerikaans zanger[136]

### 30 oktober
- Bert Mooren (85), Nederlands burgemeester[137]
- Eugène Parlier (88), Zwitsers voetballer[138]
- Daniel Viglietti (78), Uruguayaans folkzanger, gitarist, componist en activist[139]
- Kim Joo-hyuk (45), Zuid-Koreaans acteur[140]

### 31 oktober
- Matthijs Koornstra (76), Nederlands bestuurder[141]
- Hans Lyklema (86), Nederlands fysico-chemicus[142]
- John Roffel (54), Nederlands drummer[143]
- Stefano Salvatori (49), Italiaans voetballer[144]
- Johan Taeldeman (73), Belgisch taalkundige en hoogleraar[145]
- Abubakari Yakubu (35), Ghanees voetballer[146]

januari ·
februari ·
maart ·
april ·
mei ·
juni ·
juli ·
augustus ·
september ·
oktober ·
november ·
december
1900 ·
1901 ·
1902 ·
1903 ·
1904 ·
1905 ·
1906 ·
1907 ·
1908 ·
1909 ·
1910 ·
1911 ·
1912 ·
1913 ·
1914 ·
1915 ·
1916 ·
1917 ·
1918 ·
1919 ·
1920 ·
1921 ·
1922 ·
1923 ·
1924 ·
1925 ·
1926 ·
1927 ·
1928 ·
1929 ·
1930 ·
1931 ·
1932 ·
1933 ·
1934 ·
1935 ·
1936 ·
1937 ·
1938 ·
1939 ·
1940 ·
1941 ·
1942 ·
1943 ·
1944 ·
1945 ·
1946 ·
1947 ·
1948 ·
1949 ·
1950 ·
1951 ·
1952 ·
1953 ·
1954 ·
1955 ·
1956 ·
1957 ·
1958 ·
1959 ·
1960 ·
1961 ·
1962 ·
1963 ·
1964 ·
1965 ·
1966 ·
1967 ·
1968 ·
1969 ·
1970 ·
1971 ·
1972 ·
1973 ·
1974 ·
1975 ·
1976 ·
1977 ·
1978 ·
1979 ·
1980 ·
1981 ·
1982 ·
1983 ·
1984 ·
1985 ·
1986 ·
1987 ·
1988 ·
1989 ·
1990 ·
1991 ·
1992 ·
1993 ·
1994 ·
1995 ·
1996 ·
1997 ·
1998 ·
1999 ·
2000 ·
2001 ·
2002 ·
2003 ·
2004 ·
2005 ·
2006 ·
2007 ·
2008 ·
2009 ·
2010 ·
2011 ·
2012 ·
2013 ·
2014 ·
2015 ·
2016 ·
2017 ·
2018 ·
2019 ·
2020 ·
2021 ·
2022 ·
2023 ·
2024 ·
2025